# Liste der Biografien/Meyer
Liste der Biografien |
Portal Biografien |
Personensuche
# |
A |
B |
C |
D |
E |
F |
G |
H |
I |
J |
K |
L |
M |
N |
O |
P |
Q |
R |
S |
T |
U |
V |
W |
X |
Y |
Z |
?
 
Ma |
Mb |
Mc |
Md |
Me |
Mf |
Mg |
Mh |
Mi |
Mj |
Mk |
Ml |
Mm |
Mn |
Mo |
Mp |
Mq |
Mr |
Ms |
Mt |
Mu |
Mv |
Mw |
Mx |
My |
Mz
 
Mea–Mee |
Mef |
Meg |
Meh |
Mei |
Mej |
Mek |
Mel |
Mem |
Men |
Meo |
Mep |
Mer |
Mes |
Met |
Meu |
Mev |
Mew |
Mex |
Mey |
Mez
 
Meyb |
Meyd |
Meye |
Meyf |
Meyg |
Meyh |
Meyi |
Meyj |
Meyk |
Meyl |
Meyn |
Meyo |
Meyp |
Meyr |
Meys |
Meyt |
Meyz
 
Meyen |
Meyer
 
Meyer, A |
Meyer, B |
Meyer, C |
Meyer, D |
Meyer, E |
Meyer, F |
Meyer, G |
Meyer, H |
Meyer, I |
Meyer, J |
Meyer, K |
Meyer, L |
Meyer, M |
Meyer, N |
Meyer, O |
Meyer, P |
Meyer, R |
Meyer, S |
Meyer, T |
Meyer, U |
Meyer, V |
Meyer, W |
Meyer, Y |
Meyer, Z |
Meyerb |
Meyerd |
Meyere |
Meyerf |
Meyerh |
Meyeri |
Meyerl |
Meyerm |
Meyern |
Meyero |
Meyerr |
Meyers
Die Liste der Biografien führt alle Personen auf, die in der deutschsprachigen Wikipedia einen Artikel haben. Dieses ist eine Teilliste mit 265 Einträgen von Personen, deren Namen mit den Buchstaben „Meyer“ beginnt.

## Meyer

### Meyer A
- Meyer Andersen, Anker (* 1910), dänischer Bahnradsportler
- Meyer auf der Heide, Friedhelm (* 1954), deutscher Informatiker und Hochschullehrer
- Meyer auf der Heide, Luisa (* 2002), deutsche Tennisspielerin
- Meyer auf der Heyde, Achim (* 1952), deutscher Volkswirt

### Meyer B
- Meyer Barth, Jean (* 1942), französischer Historiker

### Meyer D
- Meyer de Schauensee, Rodolphe (1901–1984), US-amerikanischer Ornithologe schweizerischer Herkunft
- Meyer de Stadelhofen, Marcel (1878–1973), Schweizer Sportschütze
- Meyer de Stadelhofen, Marcel, Schweizer Tischtennisspieler
- Meyer de Voltaire, Roland (* 1978), deutscher Sänger, Filmmusik-Komponist, Songwriter und MusikproduzentRoland Meyer de Voltaire (* 1978)

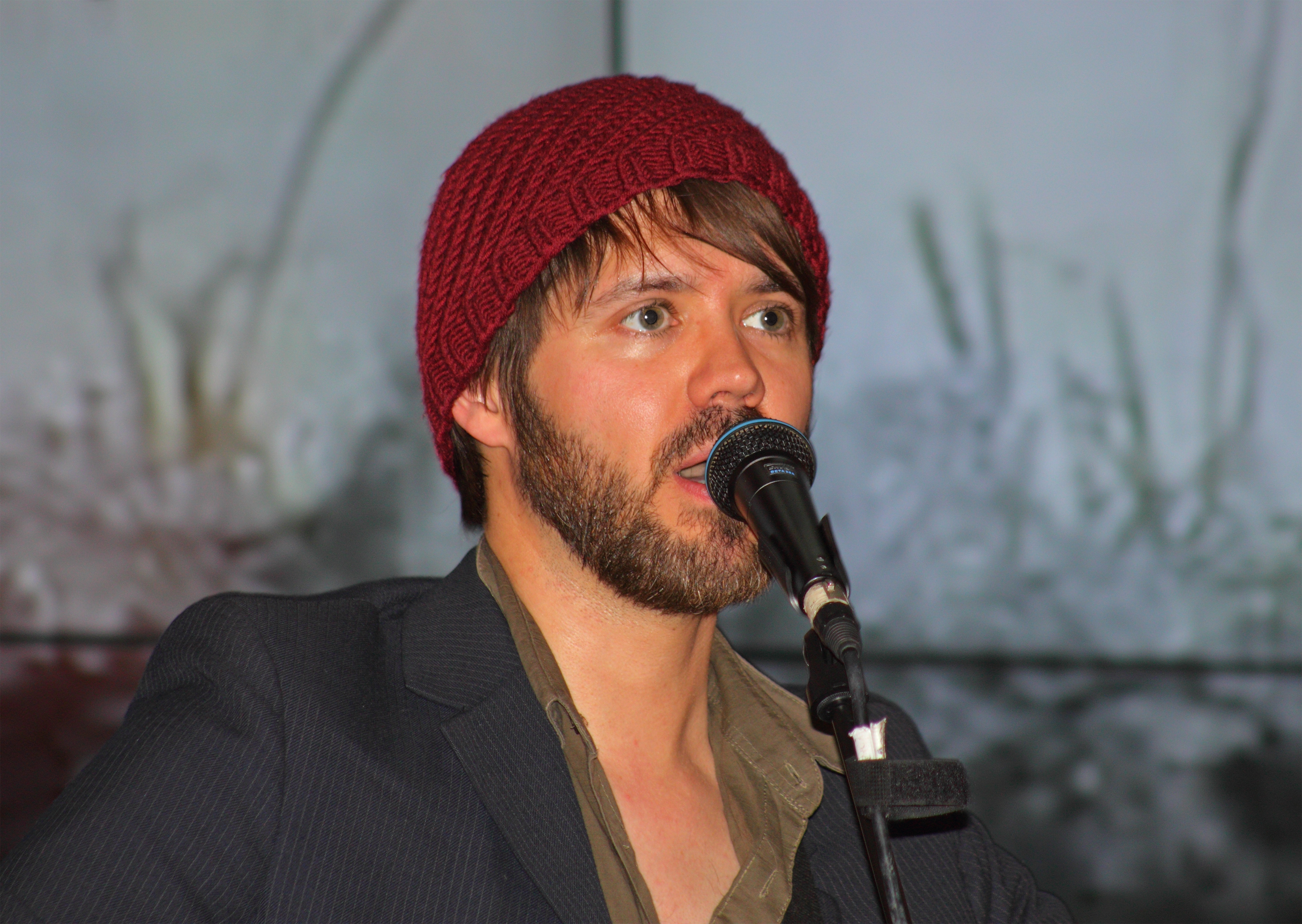
Roland Meyer de Voltaire (* 1978)

### Meyer E
- Meyer Ejlersen, Rasmus (* 1998), dänischer Handballspieler

### Meyer P
- Meyer Pleite, Willy (* 1952), spanischer Politiker (IU), MdEP
- Meyer Price, Franziska (* 1962), deutsche Film- und Fernsehregisseurin

### Meyer R
- Meyer Riefstahl, Rudolf (1880–1936), deutsch-amerikanischer Kunsthistoriker
- Meyer Ross, Christian (1843–1904), norwegischer Genre- und Historienmaler
- Meyer Rusca, Walterio (1882–1969), schweizerisch-chilenischer Zivilingenieur

### Meyer S
- Meyer Schweizer, Ruth (* 1936), Schweizer Soziologin

### Meyer T
- Meyer Thompson, Janice, US-amerikanische Pianistin und Musikpädagogin

### Meyer V
- Meyer von Bremen, Alexander (1930–2002), deutscher Pianist, Komponist, Arrangeur und Musikpädagoge
- Meyer von Bremen, Helmut (1902–1941), deutscher Komponist
- Meyer von Kamptz, Edith (1884–1969), deutsche Malerin und Bildhauerin
- Meyer von Knonau, Gerold (1804–1858), Schweizer Historiker und Archivar
- Meyer von Knonau, Gerold (1843–1931), Schweizer Historiker
- Meyer von Knonau, Ludwig (1705–1785), Schweizer Dichter und Maler
- Meyer von Knonau, Ludwig (1769–1841), Schweizer Staatsmann und Historiker
- Meyer von Schauensee, Franz Bernhard (1763–1848), Schweizer Staatsmann
- Meyer von Schauensee, Franz Joseph Leonti (1720–1789), Schweizer Komponist und Organist
- Meyer von Schauensee, Maurus (1765–1802), Schweizer General
- Meyer von Schauensee, Renward (1818–1895), Schweizer liberaler Politiker

### Meyer W
- Meyer Wulff, Liepmann (1745–1812), preußischer Hoffaktor

### Meyer Z
- Meyer zu Belm, Gustav (1889–1953), deutscher Politiker (DVP), MdR
- Meyer zu Bentrup, Reinhard (1939–2024), deutscher Politiker (CDU), MdB
- Meyer zu Bexten, Erdmuthe (* 1962), deutsche Informatikerin und hessische Landesbeauftragte für barrierefreie IT
- Meyer zu Bexten, Lars (* 1973), deutscher Springreiter und Bundestrainer
- Meyer zu Erpen, Tilman (* 1959), deutscher Dressurreiter
- Meyer zu Hölsen, Karl (1927–2013), deutscher Sportschütze
- Meyer zu Kueingdorf, Ulf (* 1956), deutscher Grafiker, Autor und Herausgeber
- Meyer zu Küingdorf, Arno (* 1960), deutscher Schriftsteller
- Meyer zu Schlochtern, Josef (* 1950), deutscher Theologe
- Meyer zu Strohen, Anette (* 1955), deutsche Politikerin (CDU), MdL
- Meyer zu Uptrup, Klaus (* 1934), deutscher evangelischer Theologe und Autor
- Meyer zu Uptrup, Wolfram (* 1962), deutscher Politikwissenschaftler und Historiker
- Meyer zum Büschenfelde, Karl-Hermann (1929–2019), deutscher Arzt (Internist)
- Meyer zum Gottesberge, Alf (1908–2001), deutscher Arzt
- Meyer zum Gottesberge, Hans (1883–1931), Bürgermeister von Melle
- Meyer zum Hasen, Jakob (1482–1531), Bürgermeister der Stadt BaselJakob Meyer zum Hasen (1482–1531)

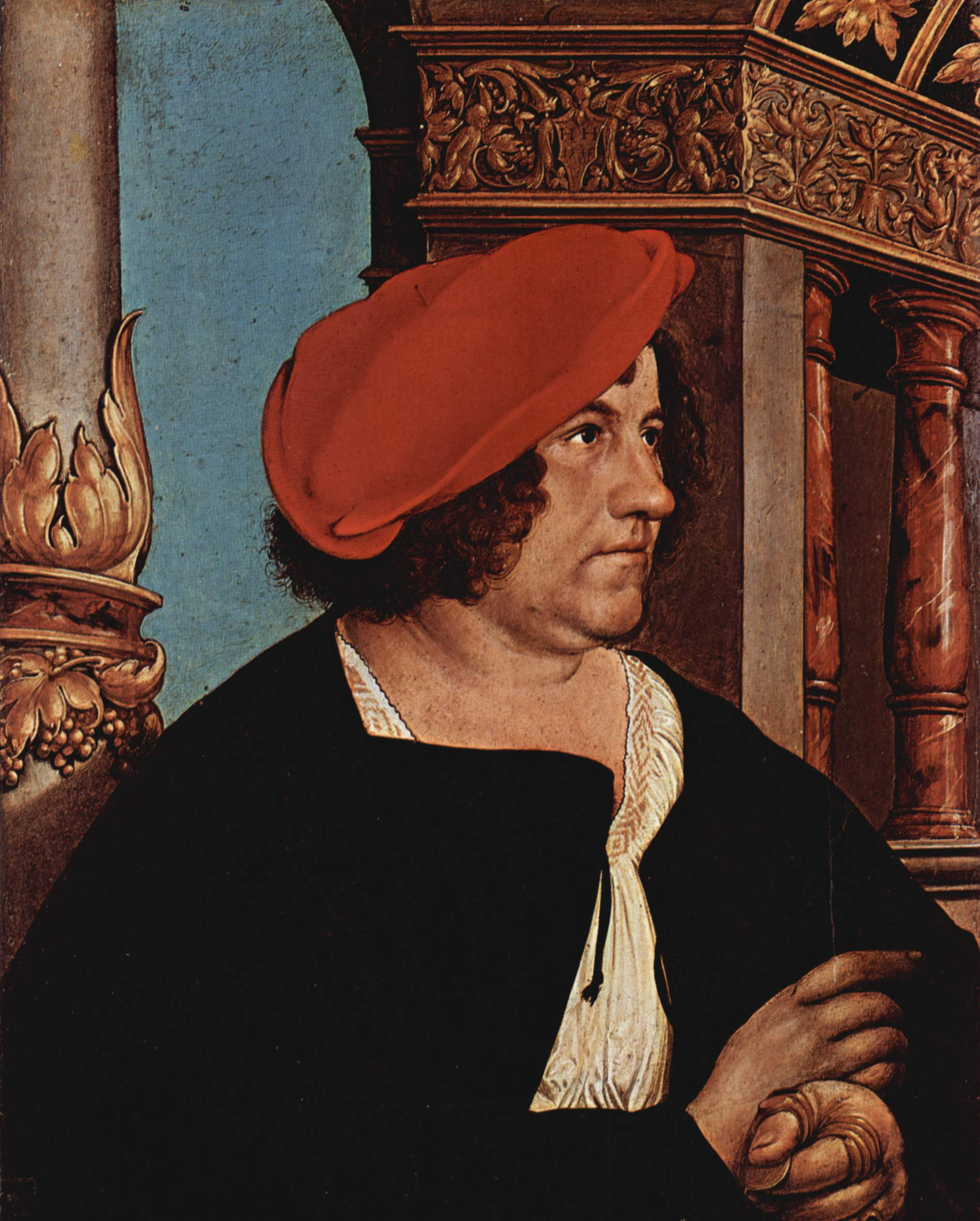
Jakob Meyer zum Hasen (1482–1531)

- Meyer zum Pfeil, Adelberg (1474–1548), Tuchhändler, Ratsherr und Mitglied der Basler Herrenzünfte
- Meyer zum Pfeil, Bernhard (1488–1558), Tuchhändler, Geheimer Staatsrat, Gesandter des Kantons Basel sowie Bürgermeister zu Basel
- Meyer zum Pfeil, Nikolaus (1451–1500), Schweizer Humanist und Schriftsteller
- Meyer zur Capellen, Jürg (1941–2020), deutscher Kunsthistoriker und Professor
- Meyer zur Heide, Günter (* 1936), deutscher Politiker (SPD), MdL

### Meyer-A
- Meyer-Abich, Adolf (1893–1971), deutscher Universitätsprofessor und Mitbegründer des Holismus
- Meyer-Abich, Friedrich (1895–1972), deutscher Jurist und Verwaltungsbeamter
- Meyer-Abich, Helmut (1919–2008), deutscher Marineoffizier und Geologe
- Meyer-Abich, Jann (* 1947), deutscher Verwaltungsjurist
- Meyer-Abich, Klaus Michael (1936–2018), deutscher Physiker, Naturphilosoph und HochschullehrerKlaus Michael Meyer-Abich (1936–2018)

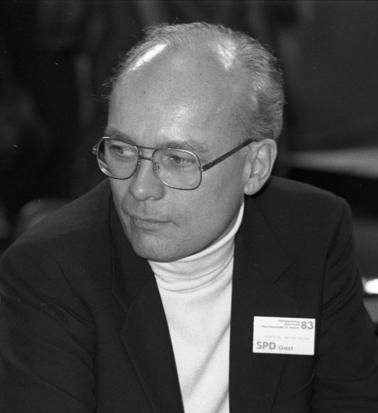
Klaus Michael Meyer-Abich (1936–2018)

- Meyer-Abich, Siever Johanna (1895–1981), deutsche Schriftstellerin und Übersetzerin
- Meyer-Ahrens, Conrad (1813–1872), Schweizer Medizinhistoriker, Balneologe, Arzt und Schriftsteller
- Meyer-Amden, Otto (1885–1933), Schweizer Maler und Grafiker
- Meyer-Arndt, Pamela (* 1967), deutsche Filmemacherin

### Meyer-B
- Meyer-Baer, Kathi (1892–1977), deutsch-amerikanische Musikhistorikerin und Musikbibliothekarin
- Meyer-Baltensweiler, Elsbeth (1925–2022), Schweizer Theologin und Lieddichterin
- Meyer-Basel, Carl Theodor (1860–1932), Schweizer Maler und Grafiker
- Meyer-Benfey, Heinrich (1869–1945), deutscher Philologe
- Meyer-Bergner, Lena (1906–1981), deutsche Textildesignerin
- Meyer-Bernstein, Gerda (1923–2024), US-amerikanische Installationskünstlerin
- Meyer-Blanck, Michael (* 1954), deutscher evangelischer Theologe und Hochschullehrer
- Meyer-Bodemann, Werner (1943–1995), deutscher Landwirt und Politiker
- Meyer-Brandis, Thilo (* 1971), deutscher Mathematiker, Wirtschaftswissenschaftler und Hochschullehrer
- Meyer-Brenner, Emma (1847–1903), Schweizer Schriftstellerin
- Meyer-Bretschneider, Maximilian (* 1989), deutscher Schauspieler und Synchronsprecher
- Meyer-Brockmann, Henry (1912–1968), deutscher Zeichner, Illustrator, Pressezeichner und Karikaturist
- Meyer-Brodnitz, Franz Karl (1897–1943), deutscher Arzt und Gewerbehygieniker
- Meyer-Bruck, Heinz (1927–1997), deutscher Architekt, Kunsthistoriker und Künstler
- Meyer-Brüggemann, Johannes (1871–1957), deutscher Kaufmann und Landrat
- Meyer-Brunner, Albert (1830–1907), Schweizer Zollbeamter
- Meyer-Buchwald, Gustav (1881–1918), deutscher Maler
- Meyer-Buer, Wilhelm (1911–1997), deutscher Politiker (KPD), MdBB
- Meyer-Burckhardt, Hubertus (* 1956), deutscher Fernsehproduzent, Journalist und Manager in der MedienbrancheHubertus Meyer-Burckhardt (* 1956)

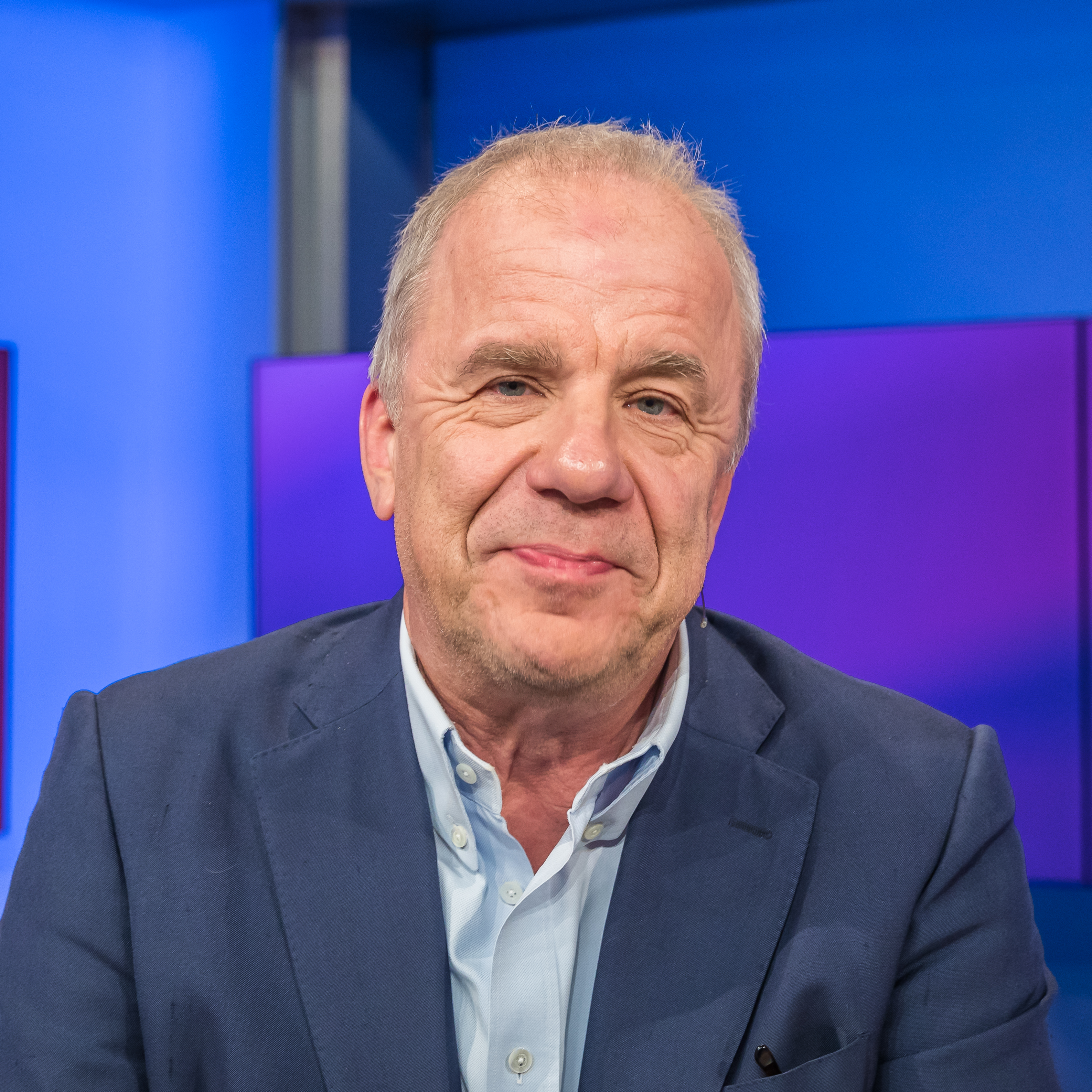
Hubertus Meyer-Burckhardt (* 1956)

- Meyer-Bürdorf, Heinrich (1888–1971), deutscher Offizier, zuletzt General der Artillerie im Zweiten Weltkrieg
- Meyer-Burg, Volkhard (* 1938), deutscher Architekt
- Meyer-Burgdorff, Hermann (1889–1957), deutscher Chirurg und Orthopäde

### Meyer-C
- Meyer-Camberg, Ernst (1904–1985), deutscher Internist, Naturheilkundler und Studentenhistoriker
- Meyer-Christian, Wolf (1902–1983), deutscher Jurist und Journalist
- Meyer-Clason, Curt (1910–2012), deutscher Übersetzer, Herausgeber und Schriftsteller
- Meyer-Cohn, Alexander (1853–1904), deutscher Bankier, Autographensammler und Förderer des Berliner Volkskunde-Museums
- Meyer-Cording, Ulrich (1911–1998), deutscher Jurist und Ministerialbeamter

### Meyer-D
- Meyer-Dabisch, Volker (* 1962), deutscher Schauspieler und Regisseur
- Meyer-Darcis, Georges (1860–1913), Schweizer Unternehmer, Botaniker, Entomologe und Sammler
- Meyer-Delius, Hugo (1877–1965), deutscher Kinderarzt
- Meyer-Delvendahl, Walther (* 1893), deutscher Verwaltungsbeamter
- Meyer-Denkmann, Gertrud (1918–2014), deutsche Komponistin, Pianistin, Musikwissenschaftlerin und Musikpädagogin
- Meyer-Dennewitz, Gabriele (1922–2011), deutsche Malerin und Grafikerin
- Meyer-Detring, Wilhelm (1906–2002), deutscher Offizier, zuletzt Generalleutnant der Bundeswehr
- Meyer-Dietrich, Inge (* 1944), deutsche Kinder- und Jugendbuchautorin
- Meyer-Dietrich, Sarah (* 1980), deutsche Schriftstellerin
- Meyer-Dinkgräfe, Daniel (* 1958), deutscher Theaterleiter
- Meyer-Doerpinghaus, Ulrich (* 1967), deutscher Bibliothekar, Historiker und Autor
- Meyer-Dohm, Peter (* 1930), deutscher Volkswirt, Hochschulrektor und Sachbuchautor
- Meyer-Drawe, Käte (* 1949), deutsche Pädagogin und Hochschullehrerin
- Meyer-Dunker, Marlène (* 1979), deutsche Schauspielerin
- Meyer-Düwerth, Erich (1902–1986), deutscher Schriftsteller

### Meyer-E
- Meyer-Eberhardt, Kurt (1895–1977), deutscher Maler, Grafiker und Illustrator
- Meyer-Eckhardt, Viktor (1889–1952), deutscher Schriftsteller
- Meyer-Egg, Heinrich (1893–1943), deutscher Maler der Düsseldorfer Schule
- Meyer-Ellerhorst, Johannes (1857–1933), deutscher Verwaltungsjurist und Präsident des Landesverwaltungsgerichts Oldenburg (1918–1924)
- Meyer-Eppler, Werner (1913–1960), deutscher Physiker, Informationstheoretiker, Kommunikationsforscher und Phonetiker
- Meyer-Erlach, Georg (1877–1961), deutscher Chemiker und Studentenhistoriker
- Meyer-Erlach, Wolf (1891–1982), deutscher Theologe

### Meyer-F
- Meyer-Faje, Arnold (* 1933), deutscher Wirtschaftswissenschaftler und Hochschullehrer
- Meyer-Falcke, Andreas (* 1957), deutscher Spitzenbeamter
- Meyer-Fankhauser, Nelly (* 1939), Schweizer Unternehmerin und Netzwekgründerin
- Meyer-Federspiel, Pia (1929–2016), Schweizer Künstlerin
- Meyer-Fiebig, Thomas (* 1949), deutscher Komponist und Organist
- Meyer-Fierz, Fritz (1847–1917), Schweizer Unternehmer, Mäzen und Kunstsammler
- Meyer-Förster, Elsbeth (1868–1902), deutsche Schriftstellerin
- Meyer-Förster, Wilhelm (1862–1934), deutscher Schriftsteller
- Meyer-Frenner, Karl (1891–1945), österreichischer Komponist
- Meyer-Fröhlich, Liselotte (1922–2014), Schweizer Juristin und Zürcher Stadtpolitikerin (FDP)

### Meyer-G
- Meyer-Galow, Erhard (* 1942), deutscher Chemiker und Manager
- Meyer-Gasters, Klaus (1925–2016), deutscher Pressezeichner, Aquarellist, Maler und Verleger
- Meyer-Gerhard, Anton (1868–1947), deutscher Jurist und Kolonialbeamter
- Meyer-Glenk, Anna (1886–1958), deutsche Schauspielerin, „Mutter des Peiner Theaters“
- Meyer-Goll, George (1949–2023), deutscher Schauspieler
- Meyer-Göllner, Matthias (1963–2024), deutscher Musikpädagoge und Kinderliedermacher
- Meyer-Gossler, Astrid (* 1946), deutsche Schauspielerin und Drehbuchautorin
- Meyer-Goßner, Lutz (* 1936), deutscher Jurist, Richter am Bundesgerichtshof
- Meyer-Grohbrügge, Carsten (* 1968), deutscher Regisseur
- Meyer-Grönhof, Gernot (* 1951), deutscher Maler und Bildhauer
- Meyer-Guckel, Volker (* 1960), deutscher Anglist, Chemiker und stellvertretender Generalsekretär des Stifterverbandes für die Deutsche Wissenschaft

### Meyer-H
- Meyer-Hamme, Helgo (* 1942), deutscher Mediziner
- Meyer-Hamme, Johannes (* 1975), deutscher Geschichtsdidaktiker und Historiker
- Meyer-Hanno, Andreas (1932–2006), deutscher Schwulenaktivist und Musikprofessor
- Meyer-Hanno, Hans (1906–1945), deutscher Widerstandskämpfer, Maler, Bühnenbildner, Musiker, Kabarettist und Schauspieler
- Meyer-Hanno, Irene (1899–1983), deutsche Pianistin, Klavierlehrerin und Korrepetitor
- Meyer-Hartmann, Hermann (1929–2020), deutscher Journalist und Publizist
- Meyer-Hayoz, Wolfgang K. (* 1947), deutscher Industriedesigner und Unternehmer
- Meyer-Heder, Carsten (* 1961), deutscher Politiker (CDU) und IT-UnternehmerCarsten Meyer-Heder (* 1961)

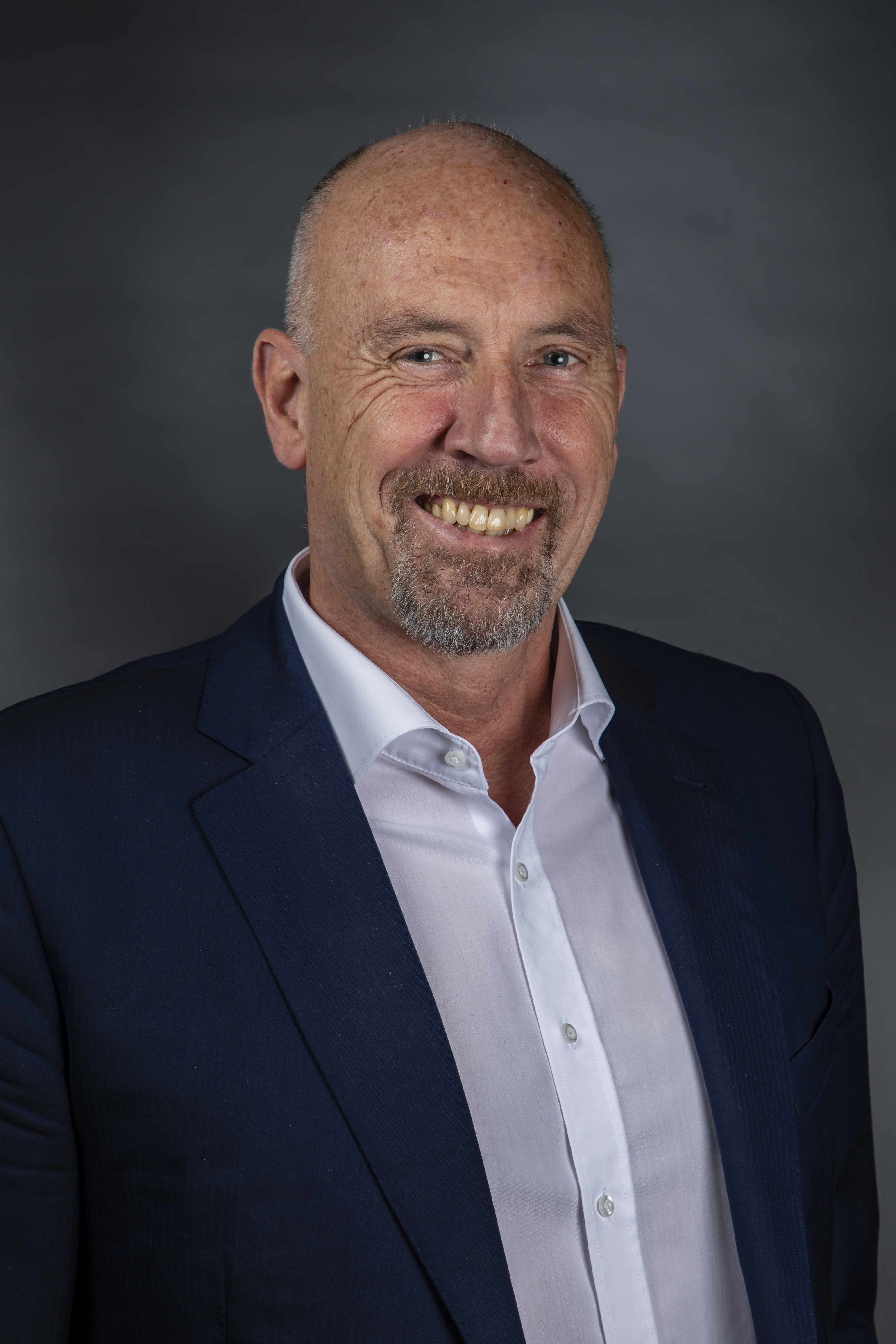
Carsten Meyer-Heder (* 1961)

- Meyer-Heil, Martina (* 1961), deutsche Künstlerin
- Meyer-Helmund, Erik (1861–1932), deutscher Komponist
- Meyer-Hentschel, Gerhard (1911–2005), deutscher Jurist, Präsident des Verfassungsgerichtshofes und des OVG Rheinland-Pfalz
- Meyer-Hentschel, Karl (1940–2008), deutscher Jurist
- Meyer-Hermann, Eva (* 1962), deutsche Kunsthistorikerin und Ausstellungskuratorin
- Meyer-Hermann, Michael (* 1967), deutscher Physiker, Biophysiker und Hochschullehrer
- Meyer-Hermann, Michael (* 1983), deutscher Politiker (CDU)
- Meyer-Hermann, Thomas (* 1956), deutscher Trickfilmproduzent und Regisseur
- Meyer-Hesemann, Wolfgang (* 1952), deutscher Politiker (SPD), Staatssekretär in Nordrhein-Westfalen und Schleswig-Holstein
- Meyer-Heuer, Claas (* 1978), deutscher Journalist
- Meyer-Holzapfel, Monika (1907–1995), Schweizer Zoodirektorin
- Meyer-Höper, Hans-Jochen (1935–2014), deutscher Konteradmiral der Bundesmarine
- Meyer-Hörstgen, Hans (* 1948), deutscher Mediziner und Schriftsteller

### Meyer-J
- Meyer-Jelmstorf, Karl (1876–1954), plattdeutscher Autor und Heimatforscher
- Meyer-Jenni, Helene (* 1962), Schweizer Politikerin (SP)
- Meyer-Jens, Reimer Johannes (1931–2019), deutscher Bauingenieur
- Meyer-Jungclaussen, Hinrich (1888–1970), deutscher Landschaftsarchitekt

### Meyer-K
- Meyer-Kaelin, Thérèse (* 1948), Schweizer Politikerin (CVP)
- Meyer-Kahlen, Stefan (* 1968), deutscher Computerschachprogrammierer
- Meyer-Kahrweg, Ruth, deutsche Heimatforscherin in der bergischen Großstadt Wuppertal
- Meyer-Kainer, Marita (* 1954), deutsche Politikerin (CDU), MdHB
- Meyer-Kalkus, Reinhart (* 1949), deutscher Germanist
- Meyer-Kassel, Hans (1872–1952), deutscher Porträtmaler und Zeichner
- Meyer-Kohlhoff, Stephan (* 1962), deutscher Schauspieler
- Meyer-König, Werner (1912–2002), deutscher Mathematiker
- Meyer-Krahmer, Frieder (* 1949), deutscher Ökonom und Innovationsforscher
- Meyer-Krahmer, Marianne (1919–2011), deutsche Historikerin, Lehrerin und Schriftstellerin

### Meyer-L
- Meyer-Landrut, Andreas (* 1929), deutscher Diplomat
- Meyer-Landrut, Lena (* 1991), deutsche Sängerin und SongschreiberinLena Meyer-Landrut (* 1991)

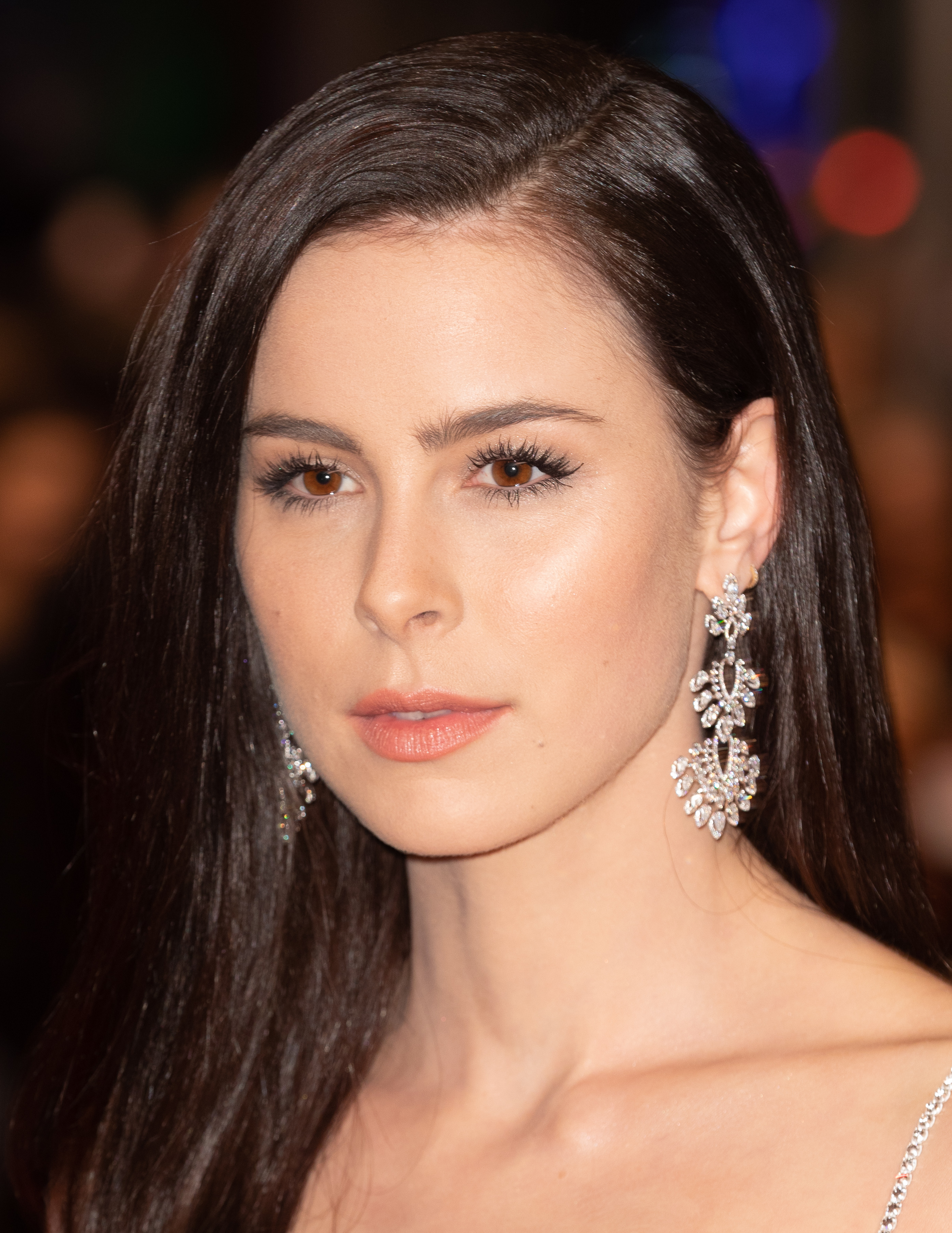
Lena Meyer-Landrut (* 1991)

- Meyer-Landrut, Nikolaus (* 1960), deutscher Diplomat
- Meyer-Lauber, Andreas (* 1952), deutscher Gewerkschafter, ehemaliger NRW-Vorsitzender des DGB
- Meyer-Laule, Emmy (1899–1985), deutsche Politikerin (SPD), MdB
- Meyer-Leverkus, Ernst (1863–1942), deutscher Unternehmer und Wirtschaftsfunktionär
- Meyer-Leviné, Rosa (1890–1979), deutsche Autorin und politische Aktivistin
- Meyer-Lindenberg, Andreas (* 1965), deutscher Psychiater
- Meyer-Lindenberg, Hermann (1912–1982), deutscher Diplomat
- Meyer-Lohse, Heinz-Werner (* 1914), deutscher Diplomat
- Meyer-Lövinson, Johanna (1874–1957), deutsch-amerikanische Rundfunkmoderatorin und Rezitatorin
- Meyer-Lübke, Wilhelm (1861–1936), Schweizer Romanist und Sprachwissenschaftler
- Meyer-Lucht, Robin (1973–2011), deutscher Journalist, Medienwissenschaftler und Unternehmensberater
- Meyer-Lüerßen, Ernst (1870–1940), deutscher Jurist, Politiker und Gesandter der Hansestadt Lübeck

### Meyer-M
- Meyer-Mainz, Paul (1864–1909), deutscher Genre- und Porträtmaler der Düsseldorfer Schule
- Meyer-Markau, Wilhelm (1853–1910), deutscher Pädagoge und Schriftsteller
- Meyer-Marthaler, Elisabeth (1916–2001), Schweizer Historikerin
- Meyer-Marwitz, Bernhard (1913–1982), deutscher Verleger und Publizist
- Meyer-Merian, Theodor (1818–1867), Schweizer Mediziner und Schriftsteller
- Meyer-Minnemann, Klaus (* 1940), deutscher Romanist
- Meyer-Minnemann, Maralde (* 1943), deutsche Literaturübersetzerin, Dolmetscherin und Romanistin
- Meyer-Moringen, Helene (1898–1965), deutsche Malerin
- Meyer-Moses, Hanna (1927–2024), Überlebende des Holocaust und Zeitzeugin

### Meyer-N
- Meyer-Nieberg, Hermann (1902–1982), deutscher Rechtsanwalt, Landrat des Kreises Minden (1937–1940)

### Meyer-O
- Meyer-Odewald, Jens (* 1957), deutscher Journalist und Autor
- Meyer-Oertel, Friedrich (1936–2021), deutscher Opernregisseur
- Meyer-Olbersleben, Max (1850–1927), deutscher Komponist
- Meyer-Olden, Rolf (1937–2024), deutscher Diplomat
- Meyer-Oldenburg, Christian (1936–1990), deutschsprachiger Science-Fiction-Autor

### Meyer-P
- Meyer-Peter, Eugen (1883–1969), Schweizer Wasserbauingenieur und Hochschullehrer
- Meyer-Piening, Hans-Reinhard (1937–2013), deutscher Maschinenbauingenieur und Hochschullehrer
- Meyer-Plath, Bruno (1902–1987), deutscher Bauforscher
- Meyer-Plath, Gordian (* 1968), deutscher Verfassungsschützer
- Meyer-Pritzl, Rudolf (1961–2024), deutscher Jurist, Rechtshistoriker und Hochschullehrer
- Meyer-Pyritz, Immanuel (1902–1974), deutscher Maler, Grafiker, Kunsthistoriker und Dozent
- Meyer-Pyritz, Martin (1870–1942), deutscher Bildhauer

### Meyer-Q
- Meyer-Quade, Joachim (1897–1939), deutscher Politiker (NSDAP), MdR, MdL, SA-Führer

### Meyer-R
- Meyer-Rabingen, Hermann (1887–1961), deutscher Generalleutnant; Kampfkommandant von Frankfurt (Oder)
- Meyer-Rähnitz, Bernd (* 1940), deutscher Verlagsleiter, Publizist und Künstler
- Meyer-Rasch, Carla (1885–1977), deutsche Schriftstellerin, Kunstsammlerin, Erzählerin, und Heimatforscherin
- Meyer-Rey, Ingeborg (1920–2001), deutsche Illustratorin
- Meyer-Ricks, Holger (* 1945), deutscher Politiker (CDU), MdL
- Meyer-Riekenberg, Herta (1910–1984), deutsche Gewerkschaftsfunktionärin
- Meyer-Rienecker, Hans-Joachim (1930–2014), deutscher Neurologe und Hochschullehrer
- Meyer-Rodehüser, Hermann (1883–1943), deutscher Archivar und Diplomat
- Meyer-Rogge, Ellen, deutsche Ärztin
- Meyer-Rogge, Jan (* 1935), deutscher Bildhauer
- Meyer-Ronnenberg, Rudolf (1904–1973), deutscher Politiker (GB/BHE, CDU), MdB
- Meyer-Roscher, Walter (1935–2020), deutscher evangelischer Theologe, Oberlandeskirchenrat, Landessuperintendent
- Meyer-Rotermund, Kurt (1884–1977), deutscher Schriftsteller
- Meyer-Rubritius, Friedrich (1890–1950), österreichischer (steirischer) Stillleben- und Landschaftsmaler
- Meyer-Runkel, Ingrid (* 1939), deutsche Theologin
- Meyer-Rusca, Johannes (1851–1936), schweizerisch-italienischer Grosskaufmann und Seidenindustrieller sowie Zürcher Kantonal- und Kommunalpolitiker

### Meyer-S
- Meyer-Sabellek, Wolfgang (* 1948), deutscher Arzt, Manager und Hochschullehrer
- Meyer-Salzmann, Marta (1913–2006), Schweizer Autorin medizinhistorischer Bücher
- Meyer-Scharenberg, Dirk (* 1954), deutscher Wirtschaftswissenschaftler und Universitätsprofessor für betriebswirtschaftliche Steuerlehre an der Universität Regensburg
- Meyer-Scharffenberg, Fritz (1912–1975), deutscher Schriftsteller und Übersetzer
- Meyer-Schlenkrich, Carla (* 1977), deutsche Historikerin
- Meyer-Schomann, Björn (* 1970), deutscher Basketballspieler
- Meyer-Schubert, Astrid (* 1956), deutsche Philosophin
- Meyer-Schulthess, Friedrich (1792–1870), Schweizer Offizier und Maler
- Meyer-Schurz, Margarethe (1833–1876), Gründerin des ersten Kindergartens in den USA
- Meyer-Schützmeister, Luise (1915–1981), deutsch-amerikanische Kernphysikerin
- Meyer-Schwartau, Wilhelm (1854–1935), deutscher Architekt und Baubeamter
- Meyer-Schwickerath, Gerhard (1920–1992), deutscher Ophthalmologe, Begründer der Lichtkoagulation am Auge
- Meyer-Schwickerath, Klaus (1921–2014), deutscher Oberkreisdirektor und Landesrat
- Meyer-Selb, Horst (1933–2004), deutscher Musiker, Pianist, Komponist und Musikpädagoge
- Meyer-Sevenich, Maria (1907–1970), deutsche Politikerin (CDU, SPD), MdLMaria Meyer-Sevenich (1907–1970)

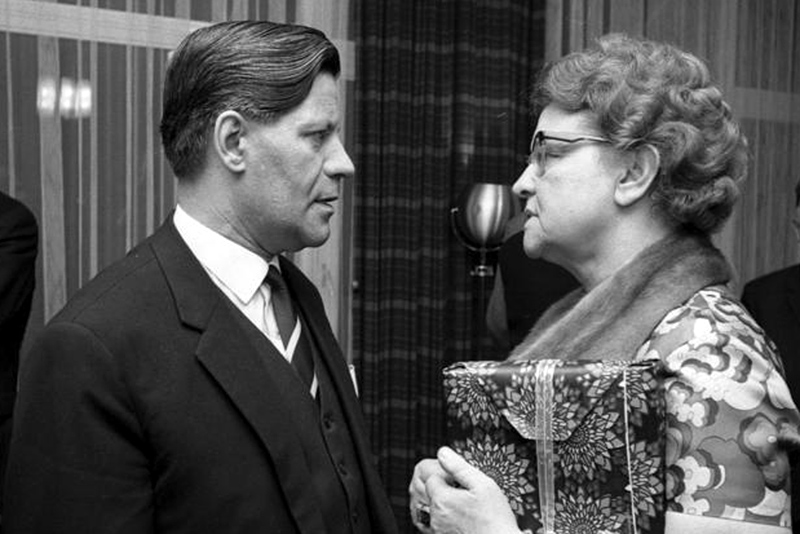
Maria Meyer-Sevenich (1907–1970)

- Meyer-Sickendiek, Burkhard (* 1968), deutscher Literaturwissenschaftler
- Meyer-Siebert, Julius (* 2000), deutscher Handballspieler
- Meyer-Soltau, Knuth (* 1965), deutscher Politiker (AfD) und Rechtsanwalt
- Meyer-Spreckels, Elisabeth (1890–1974), deutsche Politikerin (CSU), Mitglied der Verfassunggebenden Landesversammlung in Bayern
- Meyer-Stabley, Bertrand (* 1955), französischer Journalist
- Meyer-Steglitz, Georg (1868–1929), deutscher Bildhauer
- Meyer-Steineg, Theodor (1873–1936), deutscher Jurist, Augenarzt und Militärhistoriker
- Meyer-Stork, Ludwig Sebastian (* 1961), deutscher Manager und Unternehmer
- Meyer-Strasser, Luise (1894–1974), Schweizer Kunsthandwerkerin und Künstlerin
- Meyer-Struckmann, Fritz (1908–1984), deutscher Bankier und Jurist

### Meyer-T
- Meyer-ter-Vehn, Jürgen (* 1940), deutscher Physiker
- Meyer-Thurn, Frank (1959–2009), deutscher Musiker, Gitarrist, Songwriter und Produzent
- Meyer-Tonndorf, Otto (1902–1971), deutscher Jurist und Landrat des Landkreises Bitburg
- Meyer-Tönnesmann, Carsten (* 1954), deutscher Kunsthistoriker und Autor
- Meyer-Tormin, Wolfgang (1911–1988), deutscher Komponist und klassischer Klarinettist

### Meyer-U
- Meyer-Ulrich, Betsy (1802–1856), Schweizer Briefeschreiberin

### Meyer-V
- Meyer-Vax, Dore (1908–1980), deutsche Malerin
- Meyer-Verheyen, Rotraut (* 1940), deutsche Politikerin (STATT Partei), MdHB

### Meyer-W
- Meyer-Wagner, Helga (* 1938), österreichische Opernsängerin (Sopran) und Gesangspädagogin
- Meyer-Waldeck, Alfred (1864–1928), deutscher Vizeadmiral und Gouverneur von Kiautschou (1911–1914)
- Meyer-Waldeck, Wera (1906–1964), deutsche Architektin
- Meyer-Waldeck, Wolfgang Alexander (1862–1930), deutscher Schriftsteller und Theaterdramaturg
- Meyer-Wedell, Lilly (1881–1944), deutsche Kinderärztin und Mitgründerin des Bundes Deutscher Ärztinnen
- Meyer-Wehage, Brigitte (* 1958), deutsche Juristin, Rechtsanwältin und Richterin
- Meyer-Wehlack, Benno (1928–2014), deutscher Schriftsteller
- Meyer-Wellmann, Jens (* 1966), deutscher Journalist und Autor
- Meyer-Wendeborn, Willi (1891–1969), deutscher Kaufmann, NSDAP-Funktionär und Mitglied der SS
- Meyer-Wiegand, Rolf-Dieter (1929–2006), deutscher Maler
- Meyer-Wölden, Alessandra (* 1983), deutsche Moderatorin und ModelAlessandra Meyer-Wölden (* 1983)

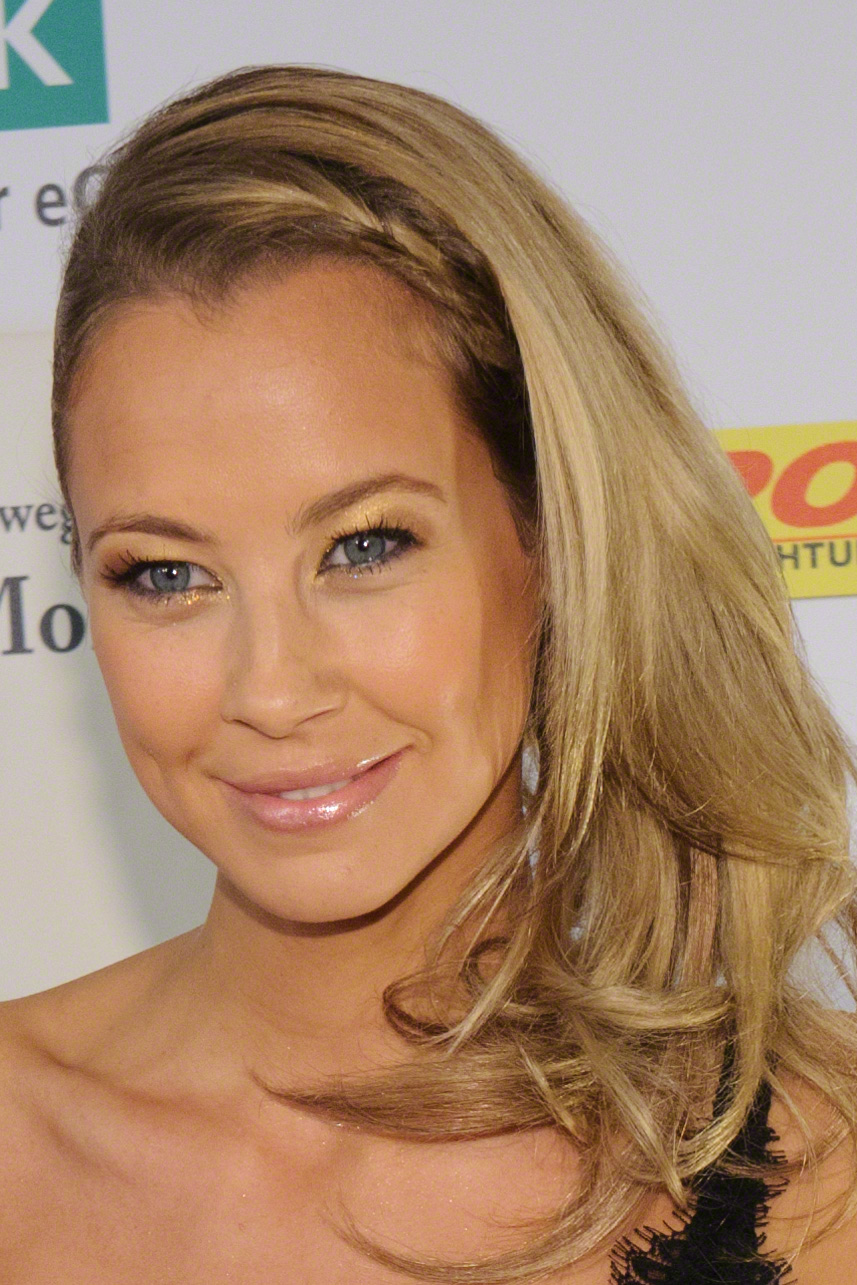
Alessandra Meyer-Wölden (* 1983)

- Meyer-Wölden, Axel (1941–1997), deutscher Rechtsanwalt und Sportmanager
- Meyer-Wolf, Ursel (1944–2020), deutsche Autorin, die in plattdeutscher Sprache schrieb

### Meyer-Z
- Meyer-Zimmermann, Janne Friederike (* 1981), deutsche Springreiterin
- Meyer-Zwiffelhoffer, Eckhard (* 1955), deutscher Althistoriker